# 홈팟
홈팟(HomePod)은 애플이 개발한 스마트 스피커의 하나로, 아마존 에코와 구글 홈과 비슷하다. 2017년 6월 5일 애플 세계 개발자 회의에서 처음 발표되었다. 홈팟은 2017년 12월에 출시될 예정이였으나 2018년 봄으로 출시가 연기되었다. 최초 출시 국가는 오스트레일리아, 영국, 미국이며, 2가지 색상(화이트, 스페이스 그레이)으로 1월 26일부터 주문받기 시작하였다.

## 사양

### 공식
홈팟은 다중 스피커 오디오 스트리밍을 허용하는 에어플레이 2를 지원하며, 애플 A8 칩을 사용하고 시리 소프트웨어를 이용한다.
해당 장치 위에 위치한 터치스크린은 동적인 파형을 표시하는데 이는 시리가 활성화될 때 다른 애플 기기들에 표시되는 것과 비슷하다. 볼륨 조정, 재생, 일시정지에 대한 입력도 허용한다.
7개의 트위터가 베이스에 있으며 4인치 우퍼가 상단을 향해있다. 홈팟의 센터 주변에 6개의 마이크가 방의 음향을 측정한다.

### 유출
2017년 7월 말 공식 애플 펌웨어 파일이 우연히 출시되어(AudioAccessory1,1) 나중에 트위터 사용자들에 의해 홈팟의 펌웨어임이 드러났다. 홈팟은 아이폰 6의 사양과 비슷한 것으로 나타났다. 아이폰 6는 1 GB의 램에 1334x750 화면 해상도를 지닌 반면 홈팟은 1 GB의 램에 272x340 화면 해상도를 갖추었다. iOS 스프링보드는 홈팟 펌웨어에서 사운드보드라고 부른다. 홈팟은 운영 체제로 iOS를 구동한다.

## 같이 보기
- 에어팟
- 아이팟
- 홈킷
- 시리
- 아이팟 하이파이
- 구글 홈
- 홈팟 미니